# Hank Ballard

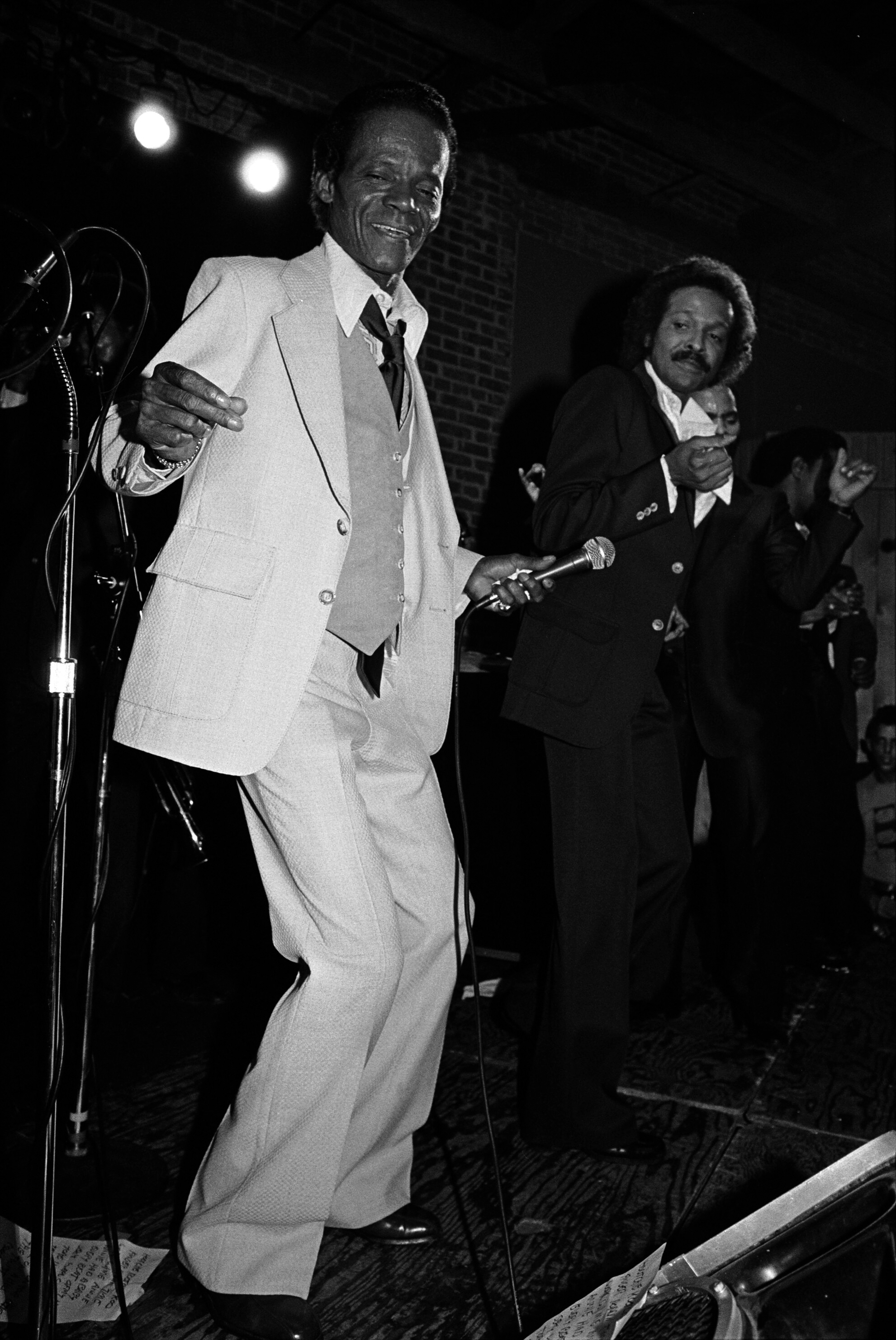
Hank Ballard (links) mit seiner Band The Midnighters (1982)

Hank Ballard (eigentlich John H. Kendricks; * 18. November 1927 in Detroit, Michigan; † 2. März 2003 in Los Angeles, Kalifornien) war ein US-amerikanischer Rhythm-&-Blues- und Doo-Wop-Sänger, der vor allem in den 1950er Jahren erfolgreich war.

## Leben
Nach dem Tod seines Vaters zog Ballard schon als kleines Kind nach Bessemer in Alabama, wo er in einem Kirchenchor zu singen begann. Im Alter von 15 Jahren kehrte er nach Detroit zurück, um eine eigene Doo-Wop-Band zu gründen. 1953 ersetzte er dann Lawson Smith bei der Vokalgruppe The Royals, die nun begannen vor allem Ballards Kompositionen zu spielen. Noch im selben Jahr veröffentlichten sie Get It, das bis in die Top 10 der R&B-Charts vordrang. Nach einer Umbenennung der Band in The Midnighters brachte Work with Me, Annie 1954 den vollständigen Durchbruch. Der Song schaffte es an die Spitze der R&B-Charts. Wegen der sexuellen Anspielungen im Text kam er aber nicht in die Popcharts. Auch der Antwortsong The Wallflower (Roll with Me, Henry) von Etta James mit derselben Melodie und neuem Text war nur in den R&B-Charts erfolgreich. Er kam ebenfalls auf Platz 1 und brachte auch Etta James den Durchbruch. Es war schließlich Georgia Gibbs, die das Lied mit dem entschärften Text Dance with Me Henry (Wallflower) im Jahr 1955 auf Platz 1 der Popcharts brachte. Work with Me, Annie wurde von der Rock and Roll Hall of Fame in die Liste der „500 Songs That Shaped Rock and Roll“ aufgenommen.
Sexy Ways und Annie Had a Baby folgten für Ballard innerhalb eines Jahres zwei weitere Bestseller. Annie Had a Baby war als inhaltliche Fortsetzung von Work with Me, Annie gedacht und ihm folgten noch Annie’s Aunt Fannie und Henry’s Got Flat Feet (Can’t Dance No More), aber mit mäßigem Erfolg. In den nächsten dreieinhalb Jahren gelang den Midnighters kein Hit mehr und es kam schließlich zu großen Besetzungswechseln.
1959 schafften Ballard und die Midnighters ein Comeback mit der Ballade Teardrops on Your Letter. Auf der B-Seite der Single war die Ballard-Komposition The Twist zu hören, die ein Jahr später in der Version von Chubby Checker ein Riesenhit wurde und einen Twist-Tanzboom auslöste. Auch The Twist wurde in die Liste der 500 prägenden Rock-and-Roll-Songs aufgenommen. Die Midnighters profitierten indirekt von Checkers Erfolg: Mit Finger Poppin’ Time und Let’s Go, Let’s Go, Let’s Go erreichten 1960 erstmals Songs von ihnen die Top 10 der Pop-Charts. Bis 1961 konnten sie sich regelmäßig platzieren, dann ließ der Erfolg wieder merklich nach und die Midnighters trennten sich.
Ballard startete daraufhin eine Solokarriere, die ihn Ende der 1960er Jahre mit James Brown zusammenbrachte, der schon immer ein Fan von Ballard gewesen war. In den späten 1960er und frühen 1970er Jahren produzierte Brown dann eine Reihe von Ballard-Singles, bis sich Ballard zunächst aus der Musikszene zurückzog. Mitte der 1980er Jahre organisierte er dann eine Reunion der Midnighters, mit denen er auch wieder auf Tour ging. 1990 wurde er in die Rock and Roll Hall of Fame aufgenommen. Am 2. März 2003 starb Hank Ballard in Los Angeles an Kehlkopfkrebs.

## Diskografie
| Jahr | Titel Interpret                                                                                       | Höchstplatzierung, Gesamtwochen, AuszeichnungChartplatzierungen (Jahr, Titel, Interpret, Platzierungen, Wochen, Auszeichnungen, Anmerkungen) | Höchstplatzierung, Gesamtwochen, AuszeichnungChartplatzierungen (Jahr, Titel, Interpret, Platzierungen, Wochen, Auszeichnungen, Anmerkungen) | Anmerkungen |
| Jahr | Titel Interpret                                                                                       | US | R&B | Anmerkungen |
| ---- | --- | --- | --- | --- |
| 1953 | Get It The Royals                                                                                     | — | R&B6 (9 Wo.)R&B | Autoren: Alonzo Tucker, Hank Ballard |
| 1954 | Work with Me, Annie The Midnighters                                                                   | — | R&B1 (26 Wo.)R&B | Autor: Hank Ballard Millionenseller; Rock and Roll Hall of Fame Versionen mit neuem Text: The Wallflower (Roll with Me Henry) von Etta James (Nummer-1-R&B-Hit), Dance with Me Henry von Georgia Gibbs (Nummer-1-Pophit), beide 1955 |
| 1954 | Sexy Ways The Midnighters                                                                             | — | R&B2 (17 Wo.)R&B | Autor: Hank Ballard Millionenseller |
| 1954 | Annie Had a Baby The Midnighters                                                                      | — | R&B1 (14 Wo.)R&B | Autoren: Henry Glover, Syd Nathan Millionenseller |
| 1954 | Annie’s Aunt Fannie The Midnighters                                                                   | — | R&B10 (1 Wo.)R&B | Autoren: Syd Nathan, Hank Ballard, Ralph Bass, Sonny Woods |
| 1955 | Henry’s Got Flat Feet (Can’t Dance No More) The Midnighters                                           | — | R&B14 (1 Wo.)R&B | Autoren: Henry Glover, Syd Nathan |
| 1955 | It’s Love Baby (24 Hours a Day) The Midnighters                                                       | — | R&B10 (1 Wo.)R&B | Autor: Ted Jarrett |
| 1959 | Teardrops on Your Letter Hank Ballard and the Midnighters                                             | US87 (3 Wo.)US | R&B4 (8 Wo.)R&B | Autor: Henry Glover |
| 1959 | The Twist Hank Ballard and the Midnighters                                                            | — | R&B16 (10 Wo.)R&B | als B-Seite von Teardrops on Your Letter Autor: Hank Ballard |
| 1959 | Kansas City Hank Ballard and the Midnighters                                                          | US72 (7 Wo.)US | R&B16 (6 Wo.)R&B | Autoren: Jerry Leiber, Mike Stoller Original: Little Willie Littlefield (1952); 1959 ein Nummer-1-Hit für Wilbert Harrison |
| 1960 | The Coffee Grind Hank Ballard and the Midnighters                                                     | — | R&B21 (7 Wo.)R&B | Autor: Hank Ballard |
| 1960 | Finger Poppin’ Time Hank Ballard and the Midnighters                                                  | US7 (26 Wo.)US | R&B2 (21 Wo.)R&B | Millionenseller |
| 1960 | The Twist [Wiederveröffentlichung] Hank Ballard and the Midnighters                                   | US28 (16 Wo.)US | R&B6 (13 Wo.)R&B | Neuauflage als A-Seite, nachdem Chubby Checker damit einen Nummer-1-Pophit gehabt hatte, Checkers weitgehend identische Version wurde in die Rock and Roll Hall of Fame aufgenommen                                                  |
| 1960 | Let’s Go, Let’s Go, Let’s Go Hank Ballard and the Midnighters                                         | US6 (16 Wo.)US | R&B1 (15 Wo.)R&B | Autor: Hank Ballard |
| 1961 | The Hoochi Coochi Coo Hank Ballard and the Midnighters                                                | US23 (11 Wo.)US | R&B3 (7 Wo.)R&B | Autoren: Billy Myles, Hank Ballard |
| 1961 | Let’s Go Again (Where We Went Last Night) Hank Ballard and the Midnighters                            | US39 (6 Wo.)US | R&B17 (5 Wo.)R&B | Autor: Hank Ballard |
| 1961 | The Continental Walk Hank Ballard and the Midnighters                                                 | US33 (8 Wo.)US | R&B12 (4 Wo.)R&B | Autoren: Don Covay, John Berry |
| 1961 | The Switch-a-Roo Hank Ballard and the Midnighters                                                     | US26 (7 Wo.)US | R&B3 (8 Wo.)R&B | Autoren: Al Kasha, Alonzo Tucker, Gordon Evans |
| 1961 | The Float Hank Ballard and the Midnighters                                                            | US92 (1 Wo.)US | R&B10 (10 Wo.)R&B | Autoren: Michael Cowan, Hank Ballard B-Seite von The Switch-a-Roo |
| 1961 | Nothing but Good Hank Ballard and the Midnighters                                                     | US49 (3 Wo.)US | R&B9 (8 Wo.)R&B | Autor: Hank Ballard |
| 1962 | Do You Know How to Twist Hank Ballard and the Midnighters                                             | US87 (4 Wo.)US | — | Melodie von Let’s Go, Let’s Go, Let’s Go mit neuem Text Autoren: Hank Ballard, Gene Redd, Nathaniel Nathan |
| 1968 | How You Gonna Get Respect (When You Haven’t Cut Your Process Yet) Hank Ballard along with “The Dapps” | — | R&B15 (9 Wo.)R&B | Autoren: Bud Hobgood, Hank Ballard, James Brown |
| 1972 | From the Love Side Hank Ballard and the Midnight Lighters                                             | — | R&B43 (3 Wo.)R&B | Autor: James Brown |